# بوزویوک، دلیئلماجیک
بوزویوک (به ترکی استانبولی: Delielmacık) یک منطقهٔ مسکونی در ترکیه است که در بوزویوک واقع شده‌است. بوزویوک ۳۸ نفر جمعیت دارد.